# Nicholas Piantanida
Nicholas John Piantanida (Union City, New Jersey, 1932. augusztus 15. – Philadelpiha, Pennsylvania, 1966. augusztus 29.) amerikai amatőr ejtőernyős, aki 1966. február 2-án 123 500 láb (37 642 méter) magasságot ért el Strato Jump II nevű léggömbjével, túlszárnyalva minden korábbi kísérletet; ezt a magasságot Felix Baumgartner 2012. október 14-én léggömbbel végrehajtott kísérletéig nem érte el senki sem. Tervei szerint ejtőernyővel ugrott volna ki a léggömb gondolájából, és ezzel felállította volna az ejtőernyős ugrások magassági rekordját. Terve kudarcot vallott, mivel nem tudta magát leválasztani a légzését biztosító oxigénvezetékről. Kénytelen volt leválasztani a gondolát a léggömbről és a gondolában térni vissza a földre. Mivel nem a léggömbbel együtt tért vissza a Fédération Aéronautique Internationale nem ismerte el világrekordként a léggömbbel elért magasságot, és mivel nem ugrott ki a léggömb 123 500 láb magasságot elért gondolájából, ejtőernyős rekordot sem állított fel.
Harmadik ejtőernyős rekordkísérlete során életét vesztette. 1966. május 5-én 120 000 lábra tervezett emelkedése közben, ahonnan az ejtőernyő nyitása előtt szabadeséssel szuperszonikus sebességet szeretett volna elérni, 57 000 láb magasságon oxigénmaszkjában megszűnt a túlnyomás. Az oxigénhiány miatt agyi károsodást szenvedett, kómába esett, melyből nem tudott visszatérni. Négy hónappal később, 34 éves korában meghalt.

## Fordítás
- Ez a szócikk részben vagy egészben  a   Nick Piantanida című angol Wikipédia-szócikk ezen változatának fordításán alapul.  Az eredeti cikk szerkesztőit annak laptörténete sorolja fel. Ez a jelzés csupán a megfogalmazás eredetét és a szerzői jogokat jelzi, nem szolgál a cikkben szereplő információk forrásmegjelöléseként.